# Eric Gerets
Eric Maria Gerets (Rekem, 18 maggio 1954) è un ex calciatore e allenatore di calcio belga, di ruolo difensore.

## Carriera

### Giocatore
Gerets giocò per il Rekem, lo Standard Liegi, il Milan (una fugace esperienza), il MVV Maastricht e il PSV, vincendo tra l'altro la Coppa dei Campioni 1987-1988, due campionati belgi, sei campionati olandesi e il premio come miglior giocatore del campionato belga (1982).
Con le sue 86 presenze è il secondo giocatore di sempre per numero di presenze con la nazionale belga (due gol segnati) con cui è arrivato secondo a Euro 1980 e quarto ai Mondiali 1986. Fu inoltre tra i convocati della Selezione Europea nella gara ufficiale della nazionale italiana del 25 febbraio 1981 allo Stadio Olimpico di Roma, il 383º incontro disputato dagli azzurri, organizzata per raccogliere fondi per le vittime del terremoto dell'Irpinia: la gara si concluse con la vittoria per 3-0 degli europei, dove Gerets giocò nel secondo tempo.

Gerets (a sinistra), con la maglia del Belgio, insegue l'italiano Tardelli nell'amichevole del 26 gennaio 1977.

Nel 1984 fu squalificato per due anni a causa del suo coinvolgimento in uno scandalo di corruzione che vide come protagonisti alcuni tesserati dello Standard Liegi.

### Allenatore
Come allenatore, lavorò dal 1994 al '97 per Lierse, dal 1997 al '99 per il Club Bruges, dal 1999 a 2002 per il PSV, dal 2002 al '04 per il Kaiserslautern e, brevemente, nel 2004 per il Wolfsburg, prima di andare al Galatasaray dove rimase dal 2004 al 2007. Nella stagione 1996-1997 Gerets vinse il campionato belga col Lierse, ripetendosi nel 1998-1999 con il Club Brugge. Vinse il campionato olandese due volte (1999-2000 e 2000-2001) con il PSV Eindhoven. Nella stagione 2005-2006 vinse la Turkcell Premier Super League col Galatasaray. Nel marzo del 2007, il suo contratto è stato prolungato dal club; comunque il suo contratto è stato rescisso il 29 maggio dello stesso anno, dopo che il Galatasaray aveva chiuso soltanto al terzo posto in campionato.
Il 26 settembre 2007 è stato assunto dall'Olympique Marsiglia, col quale ha firmato un biennale. In due anni ha conquistato un 3º posto il primo anno e un 2º posto il secondo anno. Il 30 giugno 2009 gli subentra Didier Deschamps. Dal 1º luglio seguente al 13 novembre 2010 ha allenato l'Al Hilal.
Il 5 luglio 2010 la FRMF annuncia sul proprio sito che Gerets sarà il nuovo allenatore del Marocco. Dopo essere stato contestato dai tifosi e dalla stampa per i risultati disastrosi con la nazionale marocchina, è stato licenziato Sabato 15 settembre 2012 dalla FRMF. L'8 ottobre dello stesso anno ha firmato un contratto per allenare il Lekhwiya, club campione in carica del Qatar, sulla cui panchina ha sostituito l'algerino Djamel Belmadi, venendo esonerato il 9 maggio 2014. Il 15 maggio seguente sostituisce l'esonerato Walter Zenga all'Al-Jazira.

## Statistiche

### Cronologia presenze e reti in nazionale
| Cronologia completa delle presenze e delle reti in nazionale ― Belgio | Cronologia completa delle presenze e delle reti in nazionale ― Belgio | Cronologia completa delle presenze e delle reti in nazionale ― Belgio | Cronologia completa delle presenze e delle reti in nazionale ― Belgio | Cronologia completa delle presenze e delle reti in nazionale ― Belgio | Cronologia completa delle presenze e delle reti in nazionale ― Belgio | Cronologia completa delle presenze e delle reti in nazionale ― Belgio | Cronologia completa delle presenze e delle reti in nazionale ― Belgio |
| Data                                                                  | Città                                                                 | In casa                                                               | Risultato                                                             | Ospiti                                                                | Competizione                                                          | Reti                                                                  | Note                                                                  |
| --------------------------------------------------------------------- | --------------------------------------------------------------------- | --------------------------------------------------------------------- | --------------------------------------------------------------------- | --------------------------------------------------------------------- | --------------------------------------------------------------------- | --------------------------------------------------------------------- | --------------------------------------------------------------------- |
| 27-9-1975                                                             | Bruxelles                                                             | Belgio                                                                | 1 – 2                                                                 | Germania Est                                                          | Qual. Euro 1976                                                       | -                                                                     |                                                                       |
| 25-4-1976                                                             | Rotterdam                                                             | Paesi Bassi                                                           | 1 – 0                                                                 | Belgio                                                                | Qual. Euro 1976                                                       | -                                                                     |                                                                       |
| 5-9-1976                                                              | Reykjavík                                                             | Islanda                                                               | 0 – 1                                                                 | Belgio                                                                | Qual. Mondiali 1978                                                   | -                                                                     |                                                                       |
| 10-11-1976                                                            | Liegi                                                                 | Belgio                                                                | 2 – 0                                                                 | Irlanda del Nord                                                      | Qual. Mondiali 1978                                                   | -                                                                     |                                                                       |
| 26-1-1977                                                             | Roma                                                                  | Italia                                                                | 2 – 1                                                                 | Belgio                                                                | Amichevole                                                            | -                                                                     |                                                                       |
| 26-10-1977                                                            | Amsterdam                                                             | Paesi Bassi                                                           | 1 – 0                                                                 | Belgio                                                                | Qual. Mondiali 1978                                                   | -                                                                     |                                                                       |
| 16-11-1977                                                            | Belfast                                                               | Irlanda del Nord                                                      | 3 – 0                                                                 | Belgio                                                                | Qual. Mondiali 1978                                                   | -                                                                     | 43’                                                                   |
| 21-12-1977                                                            | Liegi                                                                 | Belgio                                                                | 0 – 1                                                                 | Italia                                                                | Amichevole                                                            | -                                                                     |                                                                       |
| 19-4-1978                                                             | Magdeburgo                                                            | Germania Est                                                          | 0 – 0                                                                 | Belgio                                                                | Amichevole                                                            | -                                                                     |                                                                       |
| 20-9-1978                                                             | Lokeren                                                               | Belgio                                                                | 1 – 1                                                                 | Norvegia                                                              | Qual. Euro 1980                                                       | -                                                                     | 46’                                                                   |
| 11-10-1978                                                            | Lisbona                                                               | Portogallo                                                            | 1 – 1                                                                 | Belgio                                                                | Qual. Euro 1980                                                       | -                                                                     |                                                                       |
| 15-11-1978                                                            | Tel Aviv                                                              | Israele                                                               | 1 – 0                                                                 | Belgio                                                                | Amichevole                                                            | -                                                                     |                                                                       |
| 28-3-1979                                                             | Anderlecht                                                            | Belgio                                                                | 1 – 1                                                                 | Austria                                                               | Qual. Euro 1980                                                       | -                                                                     |                                                                       |
| 2-5-1979                                                              | Vienna                                                                | Austria                                                               | 0 – 0                                                                 | Belgio                                                                | Qual. Euro 1980                                                       | -                                                                     |                                                                       |
| 12-9-1979                                                             | Oslo                                                                  | Norvegia                                                              | 1 – 2                                                                 | Belgio                                                                | Amichevole                                                            | -                                                                     |                                                                       |
| 26-9-1979                                                             | Rotterdam                                                             | Paesi Bassi                                                           | 1 – 0                                                                 | Belgio                                                                | Amichevole                                                            | -                                                                     | Ammonizione                                                           |
| 17-10-1979                                                            | Bruxelles                                                             | Belgio                                                                | 2 – 0                                                                 | Portogallo                                                            | Qual. Euro 1980                                                       | -                                                                     |                                                                       |
| 21-11-1979                                                            | Bruxelles                                                             | Belgio                                                                | 2 – 0                                                                 | Scozia                                                                | Qual. Euro 1980                                                       | -                                                                     |                                                                       |
| 19-12-1979                                                            | Glasgow                                                               | Scozia                                                                | 1 – 3                                                                 | Belgio                                                                | Qual. Euro 1980                                                       | -                                                                     |                                                                       |
| 27-2-1980                                                             | Bruxelles                                                             | Belgio                                                                | 5 – 0                                                                 | Lussemburgo                                                           | Amichevole                                                            | -                                                                     |                                                                       |
| 18-3-1980                                                             | Bruxelles                                                             | Belgio                                                                | 2 – 0                                                                 | Uruguay                                                               | Amichevole                                                            | -                                                                     | 46’                                                                   |
| 2-4-1980                                                              | Bruxelles                                                             | Belgio                                                                | 2 – 1                                                                 | Polonia                                                               | Amichevole                                                            | -                                                                     |                                                                       |
| 6-6-1980                                                              | Bruxelles                                                             | Belgio                                                                | 2 – 1                                                                 | Romania                                                               | Amichevole                                                            | -                                                                     |                                                                       |
| 12-6-1980                                                             | Torino                                                                | Inghilterra                                                           | 1 – 1                                                                 | Belgio                                                                | Euro 1980 - 1º turno                                                  | -                                                                     |                                                                       |
| 15-6-1980                                                             | Milano                                                                | Belgio                                                                | 2 – 1                                                                 | Spagna                                                                | Euro 1980 - 1º turno                                                  | 1                                                                     |                                                                       |
| 18-6-1980                                                             | Roma                                                                  | Italia                                                                | 0 – 0                                                                 | Belgio                                                                | Euro 1980 - 1º turno                                                  | -                                                                     |                                                                       |
| 22-6-1980                                                             | Roma                                                                  | Belgio                                                                | 1 – 2                                                                 | Germania Ovest                                                        | Euro 1980 - Finale                                                    | -                                                                     |                                                                       |
| 15-10-1980                                                            | Dublino                                                               | Irlanda                                                               | 1 – 1                                                                 | Belgio                                                                | Qual. Mondiali 1982                                                   | -                                                                     |                                                                       |
| 19-11-1980                                                            | Bruxelles                                                             | Belgio                                                                | 1 – 0                                                                 | Paesi Bassi                                                           | Qual. Mondiali 1982                                                   | -                                                                     | Ammonizione                                                           |
| 21-12-1980                                                            | Nicosia                                                               | Cipro                                                                 | 0 – 2                                                                 | Belgio                                                                | Qual. Mondiali 1982                                                   | -                                                                     | cap.                                                                  |
| 18-2-1981                                                             | Bruxelles                                                             | Belgio                                                                | 3 – 2                                                                 | Cipro                                                                 | Qual. Mondiali 1982                                                   | -                                                                     | cap.                                                                  |
| 25-3-1981                                                             | Bruxelles                                                             | Belgio                                                                | 1 – 0                                                                 | Irlanda                                                               | Qual. Mondiali 1982                                                   | -                                                                     | cap.                                                                  |
| 29-4-1981                                                             | Parigi                                                                | Francia                                                               | 3 – 2                                                                 | Belgio                                                                | Qual. Mondiali 1982                                                   | -                                                                     |                                                                       |
| 14-10-1981                                                            | Rotterdam                                                             | Paesi Bassi                                                           | 3 – 0                                                                 | Belgio                                                                | Qual. Mondiali 1982                                                   | -                                                                     | cap.                                                                  |
| 16-12-1981                                                            | Valencia                                                              | Spagna                                                                | 2 – 0                                                                 | Belgio                                                                | Amichevole                                                            | -                                                                     | 42’                                                                   |
| 24-3-1982                                                             | Bruxelles                                                             | Belgio                                                                | 4 – 1                                                                 | Romania                                                               | Amichevole                                                            | -                                                                     | cap. 47’                                                              |
| 28-4-1982                                                             | Bruxelles                                                             | Belgio                                                                | 2 – 1                                                                 | Bulgaria                                                              | Amichevole                                                            | -                                                                     |                                                                       |
| 27-5-1982                                                             | Copenaghen                                                            | Danimarca                                                             | 1 – 0                                                                 | Belgio                                                                | Amichevole                                                            | -                                                                     |                                                                       |
| 13-6-1982                                                             | Barcellona                                                            | Argentina                                                             | 0 – 1                                                                 | Belgio                                                                | Mondiali 1982 - 1º turno                                              | -                                                                     | cap.                                                                  |
| 19-6-1982                                                             | Elche                                                                 | Belgio                                                                | 1 – 0                                                                 | El Salvador                                                           | Mondiali 1982 - 1º turno                                              | -                                                                     | cap.                                                                  |
| 22-6-1982                                                             | Elche                                                                 | Belgio                                                                | 1 – 1                                                                 | Ungheria                                                              | Mondiali 1982 - 1º turno                                              | -                                                                     | cap. 61’                                                              |
| 22-9-1982                                                             | Monaco di Baviera                                                     | Germania Ovest                                                        | 0 – 0                                                                 | Belgio                                                                | Amichevole                                                            | -                                                                     | cap.                                                                  |
| 6-10-1982                                                             | Bruxelles                                                             | Belgio                                                                | 3 – 0                                                                 | Svizzera                                                              | Qual. Euro 1984                                                       | -                                                                     | cap.                                                                  |
| 15-12-1982                                                            | Bruxelles                                                             | Belgio                                                                | 3 – 2                                                                 | Scozia                                                                | Qual. Euro 1984                                                       | -                                                                     | cap.                                                                  |
| 30-3-1983                                                             | Lipsia                                                                | Germania Est                                                          | 1 – 2                                                                 | Belgio                                                                | Qual. Euro 1984                                                       | -                                                                     | cap. 60’                                                              |
| 27-4-1983                                                             | Bruxelles                                                             | Belgio                                                                | 2 – 1                                                                 | Germania Est                                                          | Qual. Euro 1984                                                       | -                                                                     | cap.                                                                  |
| 31-5-1983                                                             | Lussemburgo                                                           | Belgio                                                                | 1 – 1                                                                 | Francia                                                               | Amichevole                                                            | -                                                                     | cap.                                                                  |
| 21-9-1983                                                             | Bruxelles                                                             | Belgio                                                                | 1 – 1                                                                 | Paesi Bassi                                                           | Amichevole                                                            | -                                                                     | cap.                                                                  |
| 12-10-1983                                                            | Glasgow                                                               | Scozia                                                                | 1 – 1                                                                 | Belgio                                                                | Qual. Euro 1984                                                       | -                                                                     | cap.                                                                  |
| 9-11-1983                                                             | Berna                                                                 | Svizzera                                                              | 3 – 1                                                                 | Belgio                                                                | Qual. Euro 1984                                                       | -                                                                     | cap. 60’                                                              |
| 11-9-1985                                                             | Cracovia                                                              | Polonia                                                               | 0 – 0                                                                 | Belgio                                                                | Qual. Mondiali 1986                                                   | -                                                                     |                                                                       |
| 16-10-1985                                                            | Anversa                                                               | Belgio                                                                | 1 – 0                                                                 | Paesi Bassi                                                           | Qual. Mondiali 1986                                                   | -                                                                     |                                                                       |
| 20-11-1985                                                            | Rotterdam                                                             | Paesi Bassi                                                           | 2 – 1                                                                 | Belgio                                                                | Qual. Mondiali 1986                                                   | -                                                                     |                                                                       |
| 19-2-1986                                                             | Elche                                                                 | Spagna                                                                | 3 – 0                                                                 | Belgio                                                                | Amichevole                                                            | -                                                                     | cap.                                                                  |
| 23-4-1986                                                             | Bruxelles                                                             | Belgio                                                                | 2 – 0                                                                 | Bulgaria                                                              | Amichevole                                                            | -                                                                     | 46’                                                                   |
| 19-5-1986                                                             | Bruxelles                                                             | Belgio                                                                | 1 – 3                                                                 | Jugoslavia                                                            | Amichevole                                                            | -                                                                     | 46’                                                                   |
| 3-6-1986                                                              | Città del Messico                                                     | Messico                                                               | 2 – 1                                                                 | Belgio                                                                | Mondiali 1986 - 1º turno                                              | -                                                                     |                                                                       |
| 8-6-1986                                                              | Toluca                                                                | Belgio                                                                | 2 – 1                                                                 | Iraq                                                                  | Mondiali 1986 - 1º turno                                              | -                                                                     |                                                                       |
| 15-6-1986                                                             | León                                                                  | Belgio                                                                | 4 – 3 dts                                                             | Unione Sovietica                                                      | Mondiali 1986 - Ottavi di finale                                      | -                                                                     | 99’                                                                   |
| 22-6-1986                                                             | Puebla de Zaragoza                                                    | Belgio                                                                | 1 – 1 dts (5 – 4 dtr)                                                 | Spagna                                                                | Mondiali 1986 - Quarti di finale                                      | -                                                                     |                                                                       |
| 25-6-1986                                                             | Città del Messico                                                     | Argentina                                                             | 2 – 0                                                                 | Belgio                                                                | Mondiali 1986 - Semifinale                                            | -                                                                     |                                                                       |
| 28-6-1986                                                             | Puebla de Zaragoza                                                    | Belgio                                                                | 2 – 4                                                                 | Francia                                                               | Mondiali 1986 - Finale 3º posto                                       | -                                                                     |                                                                       |
| 14-10-1986                                                            | Lussemburgo                                                           | Lussemburgo                                                           | 0 – 6                                                                 | Belgio                                                                | Qual. Euro 1988                                                       | 1                                                                     | 51’                                                                   |
| 19-11-1986                                                            | Bruxelles                                                             | Belgio                                                                | 1 – 1                                                                 | Bulgaria                                                              | Qual. Euro 1988                                                       | -                                                                     | 56’                                                                   |
| 4-2-1987                                                              | Braga                                                                 | Portogallo                                                            | 1 – 0                                                                 | Belgio                                                                | Amichevole                                                            | -                                                                     |                                                                       |
| 29-4-1987                                                             | Dublino                                                               | Irlanda                                                               | 0 – 0                                                                 | Belgio                                                                | Qual. Euro 1988                                                       | -                                                                     |                                                                       |
| 9-9-1987                                                              | Rotterdam                                                             | Paesi Bassi                                                           | 0 – 0                                                                 | Belgio                                                                | Amichevole                                                            | -                                                                     | 46’                                                                   |
| 23-9-1987                                                             | Sofia                                                                 | Bulgaria                                                              | 2 – 0                                                                 | Belgio                                                                | Qual. Euro 1988                                                       | -                                                                     |                                                                       |
| 14-10-1987                                                            | Glasgow                                                               | Scozia                                                                | 2 – 0                                                                 | Belgio                                                                | Qual. Euro 1988                                                       | -                                                                     |                                                                       |
| 16-11-1988                                                            | Bratislava                                                            | Cecoslovacchia                                                        | 0 – 0                                                                 | Belgio                                                                | Qual. Mondiali 1990                                                   | -                                                                     | cap.                                                                  |
| 15-2-1989                                                             | Lisbona                                                               | Portogallo                                                            | 1 – 1                                                                 | Belgio                                                                | Qual. Mondiali 1990                                                   | -                                                                     |                                                                       |
| 29-4-1989                                                             | Bruxelles                                                             | Belgio                                                                | 2 – 1                                                                 | Cecoslovacchia                                                        | Qual. Mondiali 1990                                                   | -                                                                     |                                                                       |
| 1-6-1989                                                              | Lussemburgo                                                           | Lussemburgo                                                           | 0 – 5                                                                 | Belgio                                                                | Qual. Mondiali 1990                                                   | -                                                                     |                                                                       |
| 8-6-1989                                                              | Ottawa                                                                | Canada                                                                | 0 – 2                                                                 | Belgio                                                                | Amichevole                                                            | -                                                                     |                                                                       |
| 6-9-1989                                                              | Bruxelles                                                             | Belgio                                                                | 3 – 0                                                                 | Portogallo                                                            | Qual. Mondiali 1990                                                   | -                                                                     |                                                                       |
| 11-10-1989                                                            | Basilea                                                               | Svizzera                                                              | 2 – 2                                                                 | Belgio                                                                | Qual. Mondiali 1990                                                   | -                                                                     |                                                                       |
| 21-2-1990                                                             | Bruxelles                                                             | Belgio                                                                | 0 – 0                                                                 | Svezia                                                                | Amichevole                                                            | -                                                                     |                                                                       |
| 26-5-1990                                                             | Bruxelles                                                             | Belgio                                                                | 2 – 2                                                                 | Romania                                                               | Amichevole                                                            | -                                                                     | cap.                                                                  |
| 2-6-1990                                                              | Bruxelles                                                             | Belgio                                                                | 3 – 0                                                                 | Messico                                                               | Amichevole                                                            | -                                                                     | cap. 84’                                                              |
| 6-6-1990                                                              | Bruxelles                                                             | Belgio                                                                | 1 – 1                                                                 | Polonia                                                               | Amichevole                                                            | -                                                                     | cap.                                                                  |
| 12-6-1990                                                             | Verona                                                                | Corea del Sud                                                         | 0 – 2                                                                 | Belgio                                                                | Mondiali 1990 - 1º turno                                              | -                                                                     | cap.                                                                  |
| 17-6-1990                                                             | Verona                                                                | Uruguay                                                               | 1 – 3                                                                 | Belgio                                                                | Mondiali 1990 - 1º turno                                              | -                                                                     | 36’, 41’                                                              |
| 26-6-1990                                                             | Bologna                                                               | Belgio                                                                | 0 – 1 dts                                                             | Inghilterra                                                           | Mondiali 1990 - Ottavi di finale                                      | -                                                                     |                                                                       |
| 17-10-1990                                                            | Cardiff                                                               | Galles                                                                | 3 – 1                                                                 | Belgio                                                                | Qual. Euro 1992                                                       | -                                                                     |                                                                       |
| 13-2-1991                                                             | Terni                                                                 | Italia                                                                | 0 – 0                                                                 | Belgio                                                                | Amichevole                                                            | -                                                                     |                                                                       |
| 27-3-1991                                                             | Anderlecht                                                            | Belgio                                                                | 1 – 1                                                                 | Galles                                                                | Qual. Euro 1992                                                       | -                                                                     | cap.                                                                  |
| Totale                                                                |                                                                       | Presenze                                                              | 86                                                                    |                                                                       | Reti                                                                  | 2                                                                     |                                                                       |

### Statistiche da allenatore
In grassetto le competizioni vinte.
| Stagione                   | Squadra                    | Campionato                 | Campionato | Campionato | Campionato | Campionato | Coppe nazionali | Coppe nazionali | Coppe nazionali | Coppe nazionali | Coppe nazionali | Coppe continentali | Coppe continentali | Coppe continentali | Coppe continentali | Coppe continentali | Altre coppe | Altre coppe | Altre coppe | Altre coppe | Altre coppe | Totale | Totale | Totale | Totale | % Vittorie | Piazzamento |
| Stagione                   | Squadra                    | Comp                       | G          | V          | N          | P          | Comp            | G               | V               | N               | P               | Comp               | G                  | V                  | N                  | P                  | Comp        | G           | V           | N           | P           | G      | V      | N      | P      | %          | Piazzamento |
| -------------------------- | -------------------------- | -------------------------- | ---------- | ---------- | ---------- | ---------- | --------------- | --------------- | --------------- | --------------- | --------------- | ------------------ | ------------------ | ------------------ | ------------------ | ------------------ | ----------- | ----------- | ----------- | ----------- | ----------- | ------ | ------ | ------ | ------ | ---------- | ----------- |
| 1992-1993                  | RFC Liegi                  | D1                         | 34         | 10         | 8          | 16         | CB              | 2               | 1               | 0               | 1               | -                  | -                  | -                  | -                  | -                  | -           | -           | -           | -           | -           | 36     | 11     | 8      | 17     | 30,56      | 12º         |
| 1993-1994                  | RFC Liegi                  | D1                         | 34         | 9          | 11         | 14         | CB              | 1               | 0               | 0               | 1               | -                  | -                  | -                  | -                  | -                  | -           | -           | -           | -           | -           | 35     | 9      | 11     | 15     | 25,71      | 13º         |
| Totale RC Liégeois         | Totale RC Liégeois         | Totale RC Liégeois         | 68         | 19         | 19         | 30         |                 | 3               | 1               | 0               | 2               |                    | -                  | -                  | -                  | -                  |             | -           | -           | -           | -           | 71     | 20     | 19     | 32     | 28,17      |             |
| 1994-1995                  | Lierse                     | D1                         | 34         | 14         | 9          | 11         | CB              | 2               | 1               | 0               | 1               | -                  | -                  | -                  | -                  | -                  | -           | -           | -           | -           | -           | 36     | 15     | 9      | 12     | 41,67      | 5º          |
| 1995-1996                  | Lierse                     | D1                         | 34         | 14         | 10         | 10         | CB              | 1               | 0               | 0               | 1               | CU                 | 2                  | 0                  | 0                  | 2                  | -           | -           | -           | -           | -           | 37     | 14     | 10     | 13     | 37,84      | 5º          |
| 1996-1997                  | Lierse                     | D1                         | 34         | 21         | 10         | 3          | CB              | 3               | 2               | 0               | 1               | Int.               | 6                  | 3                  | 0                  | 3                  | -           | -           | -           | -           | -           | 43     | 26     | 10     | 7      | 60,47      | 1º          |
| Totale Lierse              | Totale Lierse              | Totale Lierse              | 102        | 49         | 29         | 24         |                 | 6               | 3               | 0               | 3               |                    | 8                  | 3                  | 0                  | 5                  |             | -           | -           | -           | -           | 116    | 55     | 29     | 32     | 47,41      |             |
| 1997-1998                  | Club Bruges                | D1                         | 34         | 26         | 6          | 2          | CB+CdL          | 6+1             | 4+0             | 1+1             | 1+0             | CU                 | 6                  | 4                  | 0                  | 2                  | -           | -           | -           | -           | -           | 47     | 34     | 8      | 5      | 72,34      | 1º          |
| 1998-1999                  | Club Bruges                | D1                         | 34         | 22         | 7          | 5          | CB+CdL          | 1+1             | 0+0             | 0+1             | 1+0             | UCL+CU             | 4+6                | 2+2                | 1+2                | 1+2                | SB          | 1           | 1           | 0           | 0           | 47     | 27     | 11     | 9      | 57,45      | 2º          |
| Totale Club Bruges         | Totale Club Bruges         | Totale Club Bruges         | 68         | 48         | 13         | 7          |                 | 9               | 4               | 3               | 2               |                    | 16                 | 8                  | 3                  | 5                  |             | 1           | 1           | 0           | 0           | 94     | 61     | 19     | 14     | 64,89      |             |
| 1999-2000                  | PSV                        | ED                         | 34         | 27         | 3          | 4          | CO              | 1               | 0               | 0               | 1               | UCL                | 8                  | 2                  | 2                  | 4                  | -           | -           | -           | -           | -           | 43     | 29     | 5      | 9      | 67,44      | 1º          |
| 2000-2001                  | PSV                        | ED                         | 34         | 25         | 8          | 1          | CO              | 4               | 3               | 1               | 0               | UCL+CU             | 6+6                | 3+3                | 0+0                | 3+3                | SO          | 1           | 1           | 0           | 0           | 51     | 35     | 9      | 7      | 68,63      | 1º          |
| 2001-2002                  | PSV                        | ED                         | 34         | 20         | 8          | 6          | CO              | 3               | 1               | 1               | 1               | UCL+CU             | 6+6                | 2+2                | 1+3                | 3+1                | SO          | 1           | 1           | 0           | 0           | 50     | 26     | 13     | 11     | 52,00      | 2º          |
| Totale PSV                 | Totale PSV                 | Totale PSV                 | 102        | 72         | 19         | 11         |                 | 8               | 4               | 2               | 2               |                    | 32                 | 12                 | 6                  | 14                 |             | 2           | 2           | 0           | 0           | 144    | 90     | 27     | 27     | 62,50      |             |
| set.2002-2003              | Kaiserslautern             | BL                         | 31         | 10         | 9          | 12         | CG              | 5               | 3               | 1               | 1               | -                  | -                  | -                  | -                  | -                  | -           | -           | -           | -           | -           | 36     | 13     | 10     | 13     | 36,11      | Sub. 14º    |
| 2003-gen.2004              | Kaiserslautern             | BL                         | 18         | 5          | 3          | 10         | CG              | 1               | 0               | 0               | 1               | CU                 | 2                  | 0                  | 0                  | 2                  | -           | -           | -           | -           | -           | 21     | 5      | 3      | 13     | 23,81      | Eson.       |
| Totale Kaiserslautern      | Totale Kaiserslautern      | Totale Kaiserslautern      | 49         | 15         | 12         | 22         |                 | 6               | 3               | 1               | 2               |                    | 2                  | 0                  | 0                  | 2                  |             | -           | -           | -           | -           | 57     | 18     | 13     | 26     | 31,58      |             |
| apr.-mag.2004              | Wolfsburg                  | BL                         | 7          | 3          | 2          | 2          | CG              | -               | -               | -               | -               | -                  | -                  | -                  | -                  | -                  | -           | -           | -           | -           | -           | 7      | 3      | 2      | 2      | 42,86      | Sub. 10º    |
| 2004-2005                  | Wolfsburg                  | BL                         | 34         | 15         | 3          | 16         | CG              | 1               | 0               | 0               | 1               | Int.               | 2                  | 0                  | 0                  | 2                  | -           | -           | -           | -           | -           | 37     | 15     | 3      | 19     | 40,54      | 9º          |
| Totale Wolfsburg           | Totale Wolfsburg           | Totale Wolfsburg           | 41         | 18         | 5          | 18         |                 | 1               | 0               | 0               | 1               |                    | 2                  | 0                  | 0                  | 2                  |             | -           | -           | -           | -           | 44     | 18     | 5      | 21     | 40,91      |             |
| 2005-2006                  | Galatasaray                | SL                         | 34         | 26         | 5          | 3          | TK              | 6               | 4               | 1               | 1               | CU                 | 2                  | 0                  | 1                  | 1                  | -           | -           | -           | -           | -           | 42     | 30     | 7      | 5      | 71,43      | 1º          |
| 2006-2007                  | Galatasaray                | SL                         | 34         | 15         | 11         | 8          | TK              | 6               | 3               | 2               | 1               | UCL                | 8                  | 2                  | 2                  | 4                  | ST          | 1           | 0           | 0           | 1           | 49     | 20     | 15     | 14     | 40,82      | 3º          |
| Totale Galatasaray         | Totale Galatasaray         | Totale Galatasaray         | 68         | 41         | 16         | 11         |                 | 12              | 7               | 3               | 2               |                    | 10                 | 2                  | 3                  | 5                  |             | 1           | 0           | 0           | 1           | 91     | 50     | 22     | 19     | 54,95      |             |
| set.2007-2008              | Olympique Marsiglia        | L1                         | 29         | 16         | 7          | 6          | CF+CdL          | 3+2             | 2+0             | 0+1             | 1+1             | UCL+CU             | 5+4                | 1+2                | 1+0                | 3+2                | -           | -           | -           | -           | -           | 43     | 21     | 9      | 13     | 48,84      | Sub. 3°     |
| 2008-2009                  | Olympique Marsiglia        | L1                         | 38         | 22         | 11         | 5          | CF+CdL          | 2+1             | 0+0             | 1+0             | 1+1             | UCL+CU             | 8+6                | 3+2                | 1+1                | 4+3                | -           | -           | -           | -           | -           | 55     | 27     | 14     | 14     | 49,09      | 2°          |
| Totale Olympique Marsiglia | Totale Olympique Marsiglia | Totale Olympique Marsiglia | 67         | 38         | 18         | 11         |                 | 8               | 2               | 2               | 4               |                    | 23                 | 8                  | 3                  | 12                 |             | -           | -           | -           | -           | 98     | 48     | 23     | 27     | 48,98      |             |
| 2009-2010                  | Al-Hilal                   | SPL                        | 22         | 17         | 4          | 1          | CPC+KC          | 4+5             | 4+3             | 0+2             | 0+0             | ACL                | 7                  | 4                  | 2                  | 1                  | -           | -           | -           | -           | -           | 38     | 28     | 8      | 2      | 73,68      | 1°          |
| ago.-ott.2010              | Al-Hilal                   | SPL                        | 6          | 5          | 1          | 0          | -               | -               | -               | -               | -               | ACL                | 4                  | 1                  | 0                  | 3                  | -           | -           | -           | -           | -           | 10     | 6      | 1      | 3      | 60,00      | Risoluz.    |
| Totale Al-Hilal            | Totale Al-Hilal            | Totale Al-Hilal            | 28         | 22         | 5          | 1          |                 | 9               | 7               | 2               | 0               |                    | 11                 | 5                  | 2                  | 4                  |             | -           | -           | -           | -           | 48     | 34     | 9      | 5      | 70,83      |             |
| ott.2012-2013              | Lekhwiya                   | QSL                        | 19         | 13         | 4          | 2          | QSC+EQC+QCP     | 4+2+2           | 2+2+1           | 0+0+0           | 2+0+1           | ACL                | 8                  | 4                  | 3                  | 1                  | -           | -           | -           | -           | -           | 35     | 22     | 7      | 6      | 62,86      | Sub. 2º     |
| 2013-2014                  | Lekhwiya                   | QSL                        | 26         | 16         | 5          | 5          | QCC+ECQ+QCP     | 2+3+2           | 0+2+0           | 2+0+2           | 0+1+0           | ACL+ACL            | 2+8                | 0+4                | 0+1                | 2+3                | SQ          | 3           | 2           | 0           | 1           | 46     | 24     | 10     | 12     | 52,17      | 1º          |
| Totale Lekhwiya            | Totale Lekhwiya            | Totale Lekhwiya            | 45         | 29         | 9          | 7          |                 | 15              | 7               | 4               | 4               |                    | 18                 | 8                  | 4                  | 6                  |             | 3           | 2           | 0           | 1           | 81     | 46     | 17     | 18     | 56,79      |             |
| 2014-2015                  | Al-Jazira                  | UAE                        | 26         | 16         | 3          | 7          | CEA+EC          | 1+6             | 0+2             | 0+0             | 1+4             | ACL                | 1                  | 0                  | 0                  | 1                  | -           | -           | -           | -           | -           | 34     | 18     | 3      | 13     | 52,94      | 2º          |
| Totale carriera            | Totale carriera            | Totale carriera            | 664        | 367        | 148        | 149        |                 | 84              | 40              | 17              | 27              |                    | 123                | 46                 | 21                 | 56                 |             | 7           | 5           | 0           | 2           | 878    | 458    | 186    | 234    | 52,16      |             |

## Palmarès

### Giocatore

#### Club

##### Competizioni nazionali
- Coppa del Belgio: 1

Standard Liegi: 1980-1981
- Supercoppa del Belgio: 1

Standard Liegi: 1981
- Campionato belga: 2

Standard Liegi: 1981-1982, 1982-1983
- Campionato olandese: 6

PSV Eindhoven: 1985-1986, 1986-1987, 1987-1988, 1988-1989, 1990-1991, 1991-1992
- Coppa dei Paesi Bassi: 3

PSV Eindhoven: 1987-1988, 1988-1989, 1989-1990

##### Competizioni internazionali
- Coppa dei Campioni: 1

PSV Eindhoven: 1987-1988

#### Individuale
- Calciatore dell'anno del campionato belga: 1

1982
- Trophées UNFP du football: 1

Miglior allenatore della Ligue 1: 2009

### Allenatore
- Campionato belga: 2

Lierse: 1996-1997
Club Brugge: 1997-1998
- Supercoppa del Belgio: 1

Club Brugge: 1998
- Campionato olandese: 2

PSV Eindhoven: 1999-2000, 2000-2001
- Supercoppa dei Paesi Bassi: 2

PSV Eindhoven: 2000, 2001
- Campionato turco: 1

Galatasaray: 2005-2006
- Campionato saudita: 1

Al-Hilal: 2009-2010
- Coppa del Principe della Corona saudita: 1

Al-Hilal: 2009-2010
- Qatar Crown Prince Cup: 1

Lekhwiya: 2013
- Qatar Stars League: 1

Lekhwiya: 2013-2014